# Uklejewiec
Uklejewiec – dawna wieś, obecnie część wsi Cyprianka, położonej w Polsce, w województwie kujawsko-pomorskim, powiecie włocławskim, gminie Fabianki. Uklejewiec leży przy drodze krajowej nr 67. 
Uklejewiec znajdował się w gminie Szpetal Górny. W latach 1975–1998 miejscowość administracyjnie należała do województwa włocławskiego.